# Oxygonum
Oxygonum je rod  dvornikovki raširen najviše po Africi, zatim na Madagaskaru (jedan endem) i Arapskom poluotoku. Postoji tridesetak vrsta, jednogodišnje raslinje i trajnice, mnogo rjeđe grmovi

## Vrste
1. Oxygonum acetosella Welw.
2. Oxygonum alatum Burch.
3. Oxygonum altissimum Germish.
4. Oxygonum annuum S.Ortiz & Paiva
5. Oxygonum atriplicifolium (Meisn.) Martelli
6. Oxygonum auriculatum R.A.Graham
7. Oxygonum buchananii (Dammer) J.B.Gillett
8. Oxygonum carnosum R.A.Graham
9. Oxygonum delagoense Kuntze
10. Oxygonum dregeanum Meisn.
11. Oxygonum ellipticum R.A.Graham
12. Oxygonum fruticosum Dammer ex Milne-Redh.
13. Oxygonum gramineum R.A.Graham
14. Oxygonum hastatum S.Ortiz
15. Oxygonum hirtum Peter
16. Oxygonum leptopus Mildbr.
17. Oxygonum limbatum R.A.Graham
18. Oxygonum lineare De Wild.
19. Oxygonum litorale R.A.Graham
20. Oxygonum lobatum R.A.Graham
21. Oxygonum maculatum R.A.Graham
22. Oxygonum magdalenae Dammer ex Peter
23. Oxygonum ovalifolium Robyns & E.Petit
24. Oxygonum overlaetii Robyns
25. Oxygonum pachybasis Milne-Redh.
26. Oxygonum pterocarpum Osborne & Vollesen
27. Oxygonum quarrei De Wild.
28. Oxygonum robustum Germish.
29. Oxygonum sagittatum R.A.Graham
30. Oxygonum salicifolium Dammer
31. Oxygonum schliebenii Mildbr.
32. Oxygonum sinuatum (Hochst. & Steud. ex Meisn.) Dammer
33. Oxygonum stuhlmannii Dammer
34. Oxygonum subfastigiatum R.A.Graham
35. Oxygonum tenerum Milne-Redh.
36. Oxygonum thulinianum S.Ortiz
37. Oxygonum wittei Staner